# 卢万河畔蒙蒂尼
卢万河畔蒙蒂尼（法語：Montigny-sur-Loing，法語發音：[mɔ̃tiɲi syʁ lwɛ̃] ⓘ）是法国塞纳-马恩省的一个市镇，位于该省西南部，属于枫丹白露区。

## 地理
卢万河畔蒙蒂尼（48°20'17"N, 2°44'34"E）面积9.2 平方千米，位于法国法蘭西島大區塞纳-马恩省，该省份为法国北部内陆省份，北起瓦兹省，西接埃松省、马恩河谷省、塞纳-圣但尼省和瓦兹河谷省，南至卢瓦雷省，东南接约讷省，东临马恩省和奥布省，东北接埃纳省。
与卢万河畔蒙蒂尼接壤的市镇（或旧市镇、城区）包括：布龙-马尔洛特、枫丹白露、拉热讷夫赖、莫雷-卢万和奥尔瓦讷。
卢万河畔蒙蒂尼的时区为UTC+01:00、UTC+02:00（夏令时）。

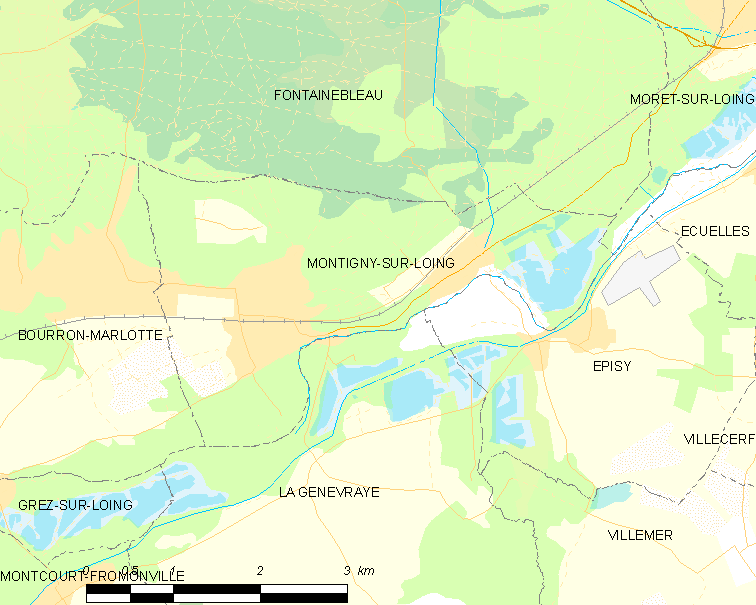
卢万河畔蒙蒂尼的OSM定位图

## 行政
卢万河畔蒙蒂尼的邮政编码为77690，INSEE市镇编码为77312。

## 政治
卢万河畔蒙蒂尼所属的省级选区为讷穆尔县。

## 人口

1962-2008年间卢万河畔蒙蒂尼人口变化图示

卢万河畔蒙蒂尼于2022年1月1日时的人口数量为2634人。